# Abigail Bright
Abigail Bright (22 de agosto de 1858 - 1 de noviembre de 1908) fue miembro de la nobleza del Reino de Hawái. Durante su vida, se casó con dos hombres de negocios poderosos, especialmente para aumentar el éxito de su primer marido, James Campbell, y darle descendientes. Entre sus nietos había tres herederos al trono del reino de Hawái.

## Biografía
Abigail Kuaihelani Maipinepine Bright nació el 22 de agosto de 1858 en Lahaina, Maui. Su madre era Mary Kamai Hanaike y su padre era John Maipinepine Bright. Ella desciende de la línea Kalanikini de jefes de Maui, con un poco de ascendencia europeo-estadounidense por parte de su padre.

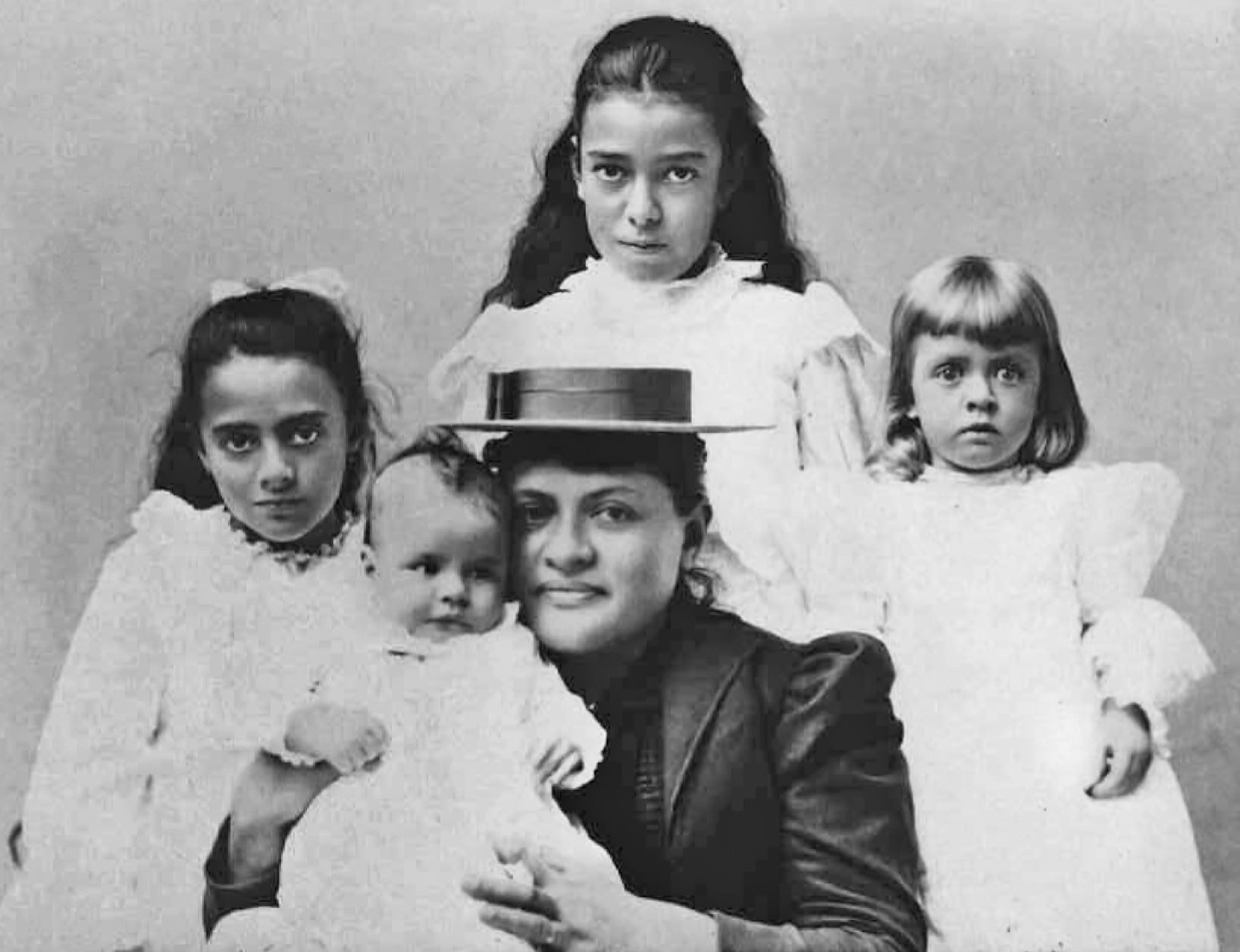
Campbell y sus hijos (1890s).

El 30 de octubre de 1877, se casó con el empresario estadounidense escocés-irlandés James Campbell (1826–1900), que se convirtió en uno de los terratenientes más grandes de las islas. Sus hijos fueron Margaret (1880-1882); Abigail (1882–1945), que se hizo más conocida como Abigail Campbell Kawānanakoa después de casarse con un príncipe hawaiano; Alice Kamokilaikawai (1884–1971); James, Jr. (1886–1889); Muriel (1890–1951); Royalist (1893-1896); y Beatrice.
La hija Alice Kamokila Campbell se hizo activa en el movimiento contra la estadidad luego de que Estados Unidos se anexara a Hawái, convirtiéndolo en un Territorio. Su hija Margaret, su hijo James Campbell, Jr. y otras dos hijas murieron jóvenes. James Campbell, su esposo murió en 1900 y legó a su viuda un tercio de la finca durante su vida.

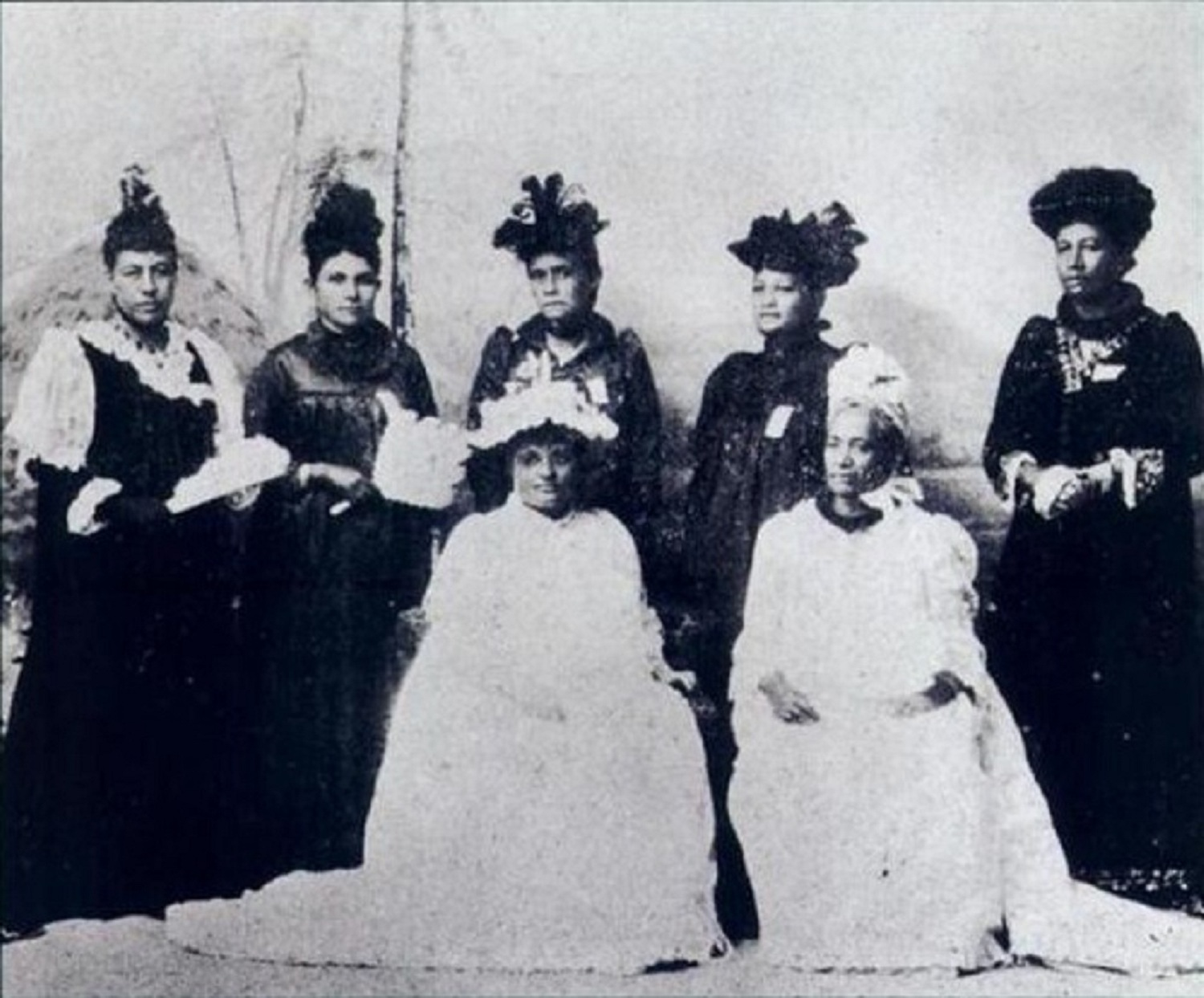
Foto incluindo Campbell y Emma Nāwahī (1890s).

Después del derrocamiento del Reino de Hawái en 1893, Abigail Kuaihelani Campbell y Emma Nāwahī, esposa de Joseph Nāwahī, se convirtieron en líderes del movimiento nativo de Hawái para protestar por la adquisición, llamada Hui Hawaiʻi Aloha ʻĀina o Na Wahine (Liga Patriota de Mujeres de Hawái). Ella se convirtió en su presidente.
El 4 de enero de 1902, la viuda Abigail Kuaihelani Campbell se casó con el viudo Samuel Parker, medio propietario de Parker Ranch. Tuvieron una ceremonia privada en el Hotel Occidental de San Francisco con un juez presidiendola. La finca de Campbell era propietaria del Hotel St. James en San José, California. En ese momento, Abigail Campbell también se estaba preparando para celebrar la boda de su hija Abigail con el Príncipe David Kawānanakoa, que tuvo lugar dos días después. Los Parkers viajaron a Washington D. C. Regresaron a California el 2 de febrero de 1902; se rumoreaba que Parker sería designado como el próximo gobernador del Territorio de Hawái. George R. Carter fue nombrado en su lugar. No tenían hijos. Abigail Campbell-Parker murió el 1 de noviembre de 1908, después de una cirugía por cáncer de mama.